# Jeskyňovka západokaribská
Jeskyňovka západokaribská (Calamopteryx robinsorum) je paprskoploutvá ryba z čeledi jeskyňovkovití (Bythitidae).
Druh byl popsán roku 1973 ichtyologem Danielem Morrisem Cohenem.

## Popis a výskyt
Maximální délka ryby je 5 cm.
Tělo krátké, zavalité, se zploštělou hlavou. Barva šedohnědá s velkými tmavými chromatofory. Řada malých papil na stranách břicha.
Byla nalezena ve vodách západního středního Atlantiku: západní Karibik, severní pobřeží Kuby a severovýchodně od Hispanioly. Jedná se o masožravou a živorodou rybu.